# Рацуоло (Фиренца)
Рацуоло је насеље у Италији у округу Фиренца, региону Тоскана.
Према процени из 2011. у насељу је живело 108 становника. Насеље се налази на надморској висини од 639 м.